# Grenier de la dîme de Kaysersberg
Le grenier de la dîme est un monument historique situé à Kaysersberg, dans le département français du Haut-Rhin.

## Localisation
Ce bâtiment est situé au 4, rue de la Commanderie à Kaysersberg.

## Historique
L'édifice fait l'objet d'une inscription au titre des monuments historiques depuis 1994.